# Eusebio Juliá
Eusebio Juliá (25. března 1826 – 5. ledna 1895) byl španělský fotograf aktivní v 19. století, který svou profesionální činnost vykonával v Madridu a Paříži.

## Životopis
Svou profesionální práci zahájil v roce 1854 jako správce nakladatelství, současně však fotografoval a poté si otevřel ateliér v Madridu. O několik let později otevřel pobočky v dalších španělských městech a v Paříži. Jednou ze služeb, které nabízel se značným přijetím veřejnosti, byly almanachy a alba s portréty významných osobností, které prodával ve formátech „vizitek“ i v životní velikosti.
Jeho práce obdržely různé pocty a ocenění, včetně medaile, kterou získal na Světové výstavě v Paříži v roce 1867.
Hodně z jeho ateliérových fotografií se dochovalo díky sbírce Manuela Castellana, kterou získala Španělská národní knihovna, ale jeho fotografie jsou i v dalších sbírkách, například v námořním muzeu v Madridu.

## Galerie

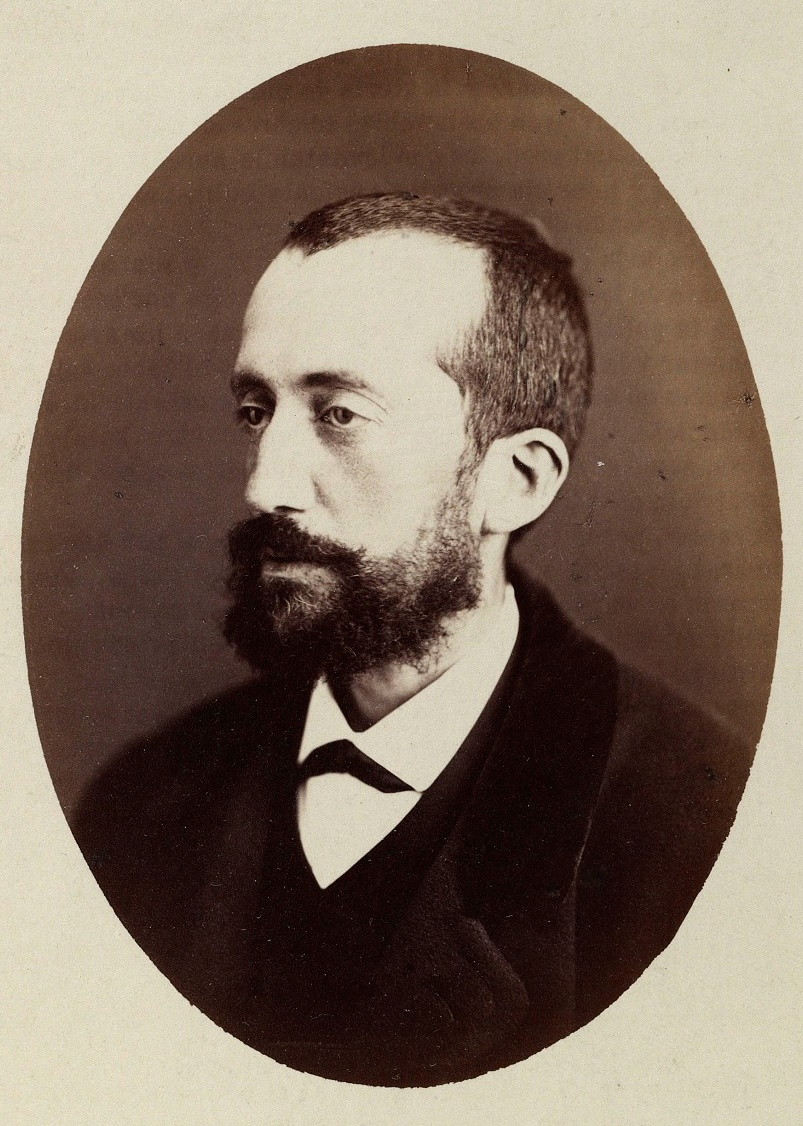
Almanaque de E. Juliá, 1873-florencio janer
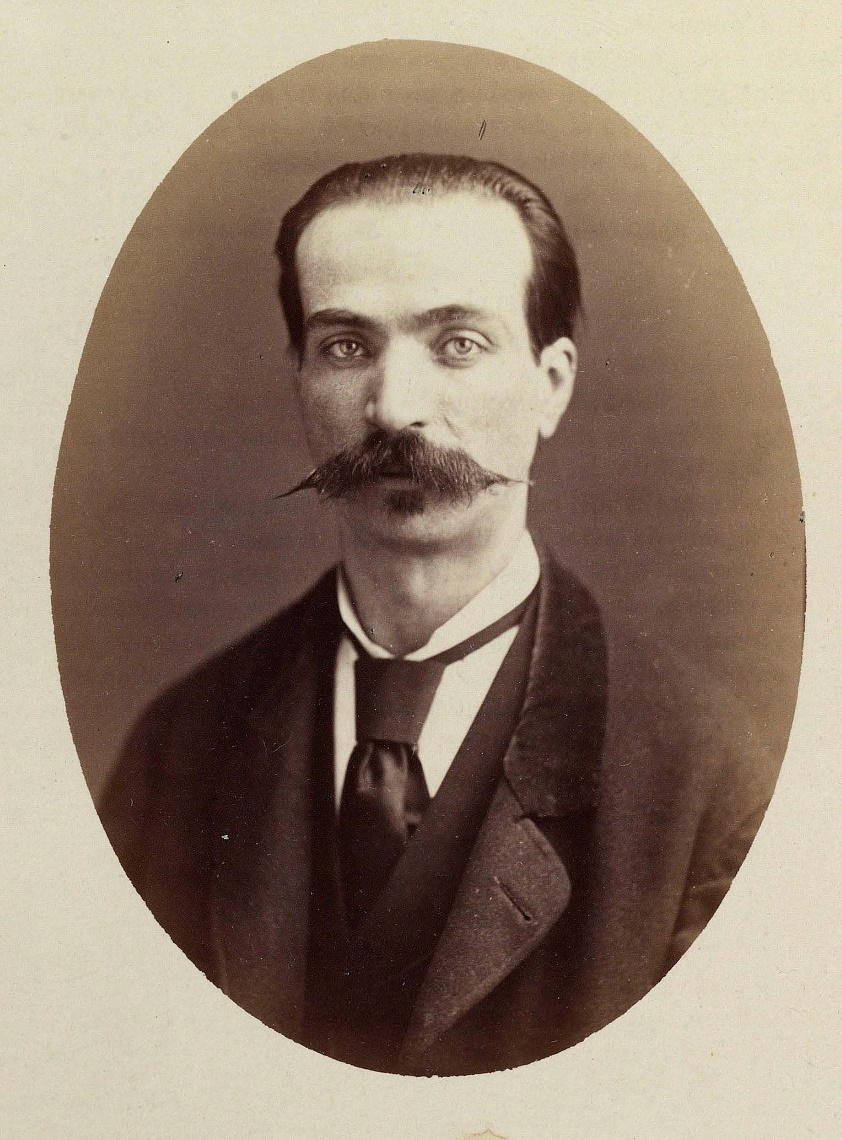
Almanaque de E. Juliá, 1873-nicolás díaz y pérez
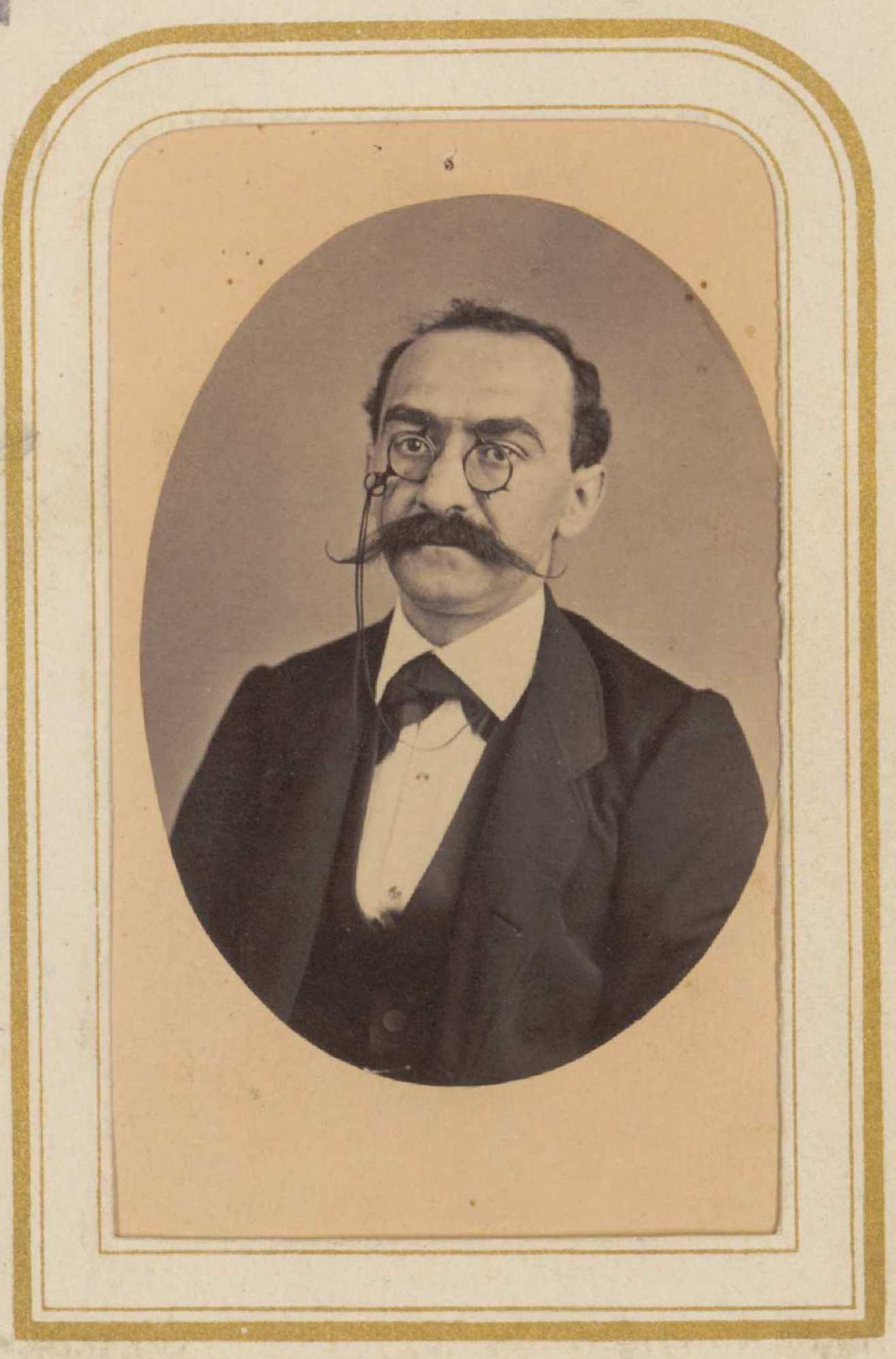
Julia-Retrato de José Picón autor de la zarzuela Pan y toros
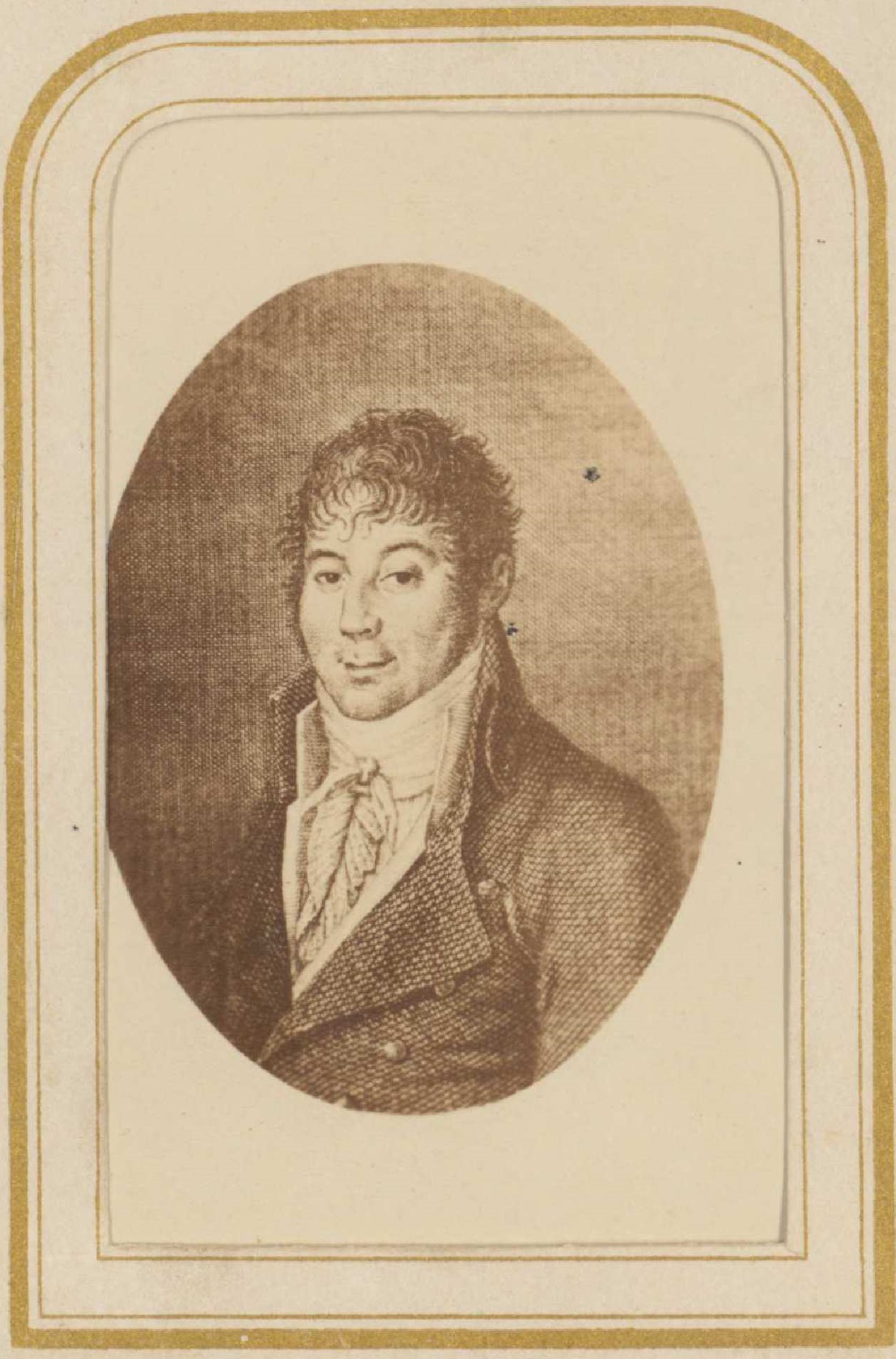
Juliá-Retrato de Francisco de Paula Marti